# غول (فیلم ۱۳۵۲)
غول فیلمی به کارگردانی داوود اسماعیلی و نویسندگی رضا عقیلی محصول سال ۱۳۵۲ است.

## خلاصه داستان
رشید دلباختهٔ رقاصه‌ای به نام محبوبه است؛ اما جواد، موسوم به غول، مانع ارتباط آن دو است. رشید وقتی توسط غول مضروب می‌شود مباشرش روح‌الله را می‌گمارد تا گردن کشی را بیابد که با غول دربیفتد. روح‌الله با حسین مواجه می‌شود و او را برای مقصود خود اجیر می‌کند. غول حسین را به شدت گوشمالی می‌دهد و حسین دست یاری به سوی اسماعیل گاوکش دراز می‌کند. اسماعیل نمی‌پذیرد و به دروغ به او گفته می‌شود که محبوبه دختر رشید است و غول برخلاف میلش او را در کافه مجبور به کار کرده است. محبوبه نیز از اسماعیل کمک می‌خواهد و اسماعیل با غول و نوچه‌هایش درمی‌افتد. اسماعیل به تدریج درمی یابد که رابطهٔ محبوبه و رشید رابطهٔ پدر و فرزندی نیست. سرانجام اسماعیل در درگیری غول را از پا درمی‌آورد و محبوبه را با خود به خانه می‌برد.

## بازیگران
- جمیله
- بهمن مفید
- مرتضی عقیلی
- حسین گیل
- جهانگیر فروهر
- نعمت اله گرجی
- گیتی فروهر
- علی رجبی
- رضا جوکار